# Patricio Simoni
Patricio Simoni (Resistencia, Chaco, 3 de septiembre de 1971) es un ex-baloncestista argentino. Hizo una larga carrera como profesional en diversos clubes de su país, llegando a actuar durante 14 temporadas en la Liga Nacional de Básquet, el torneo más importante del baloncesto profesional argentino. También integró en varias ocasiones a la selección de básquet de Argentina, siendo convocado para participar del Campeonato FIBA Américas de 1997 de Uruguay y de la Copa Mundial de Baloncesto de 1998 de Grecia.

## Trayectoria

### Inicios
Formado en la cantera de Regatas Resistencia, fue reclutado a sus 17 años por el club Personal de Cosecha. Con esa institución participó de los torneos nacionales del ascenso, demostrando su talento para el juego (de hecho el Círculo de Periodistas Deportivos del Chaco lo nombró Deportista del Año en 1991).

### Liga Nacional de Básquet
Debutó en la Liga Nacional de Básquet jugando para Peñarol de Mar del Plata durante la temporada 1993-94, en la que su equipo, dirigido por Néstor García, se consagraría campeón. 
Pasó luego por Deportivo Valle Inferior y Gimnasia y Esgrima de Comodoro Rivadavia, en donde pudo ganarse la titularidad. 
En 1996 fue parte de la selección de Chaco que conquistó la edición de ese año del Campeonato Argentino de Básquet, siendo además nombrado MVP del torneo.
Su actuación en Andino entre 1997 y 1999 lo catapultó a la selección de básquet de Argentina. La temporada 1999-2000 de la LNB la disputó con la camiseta de Pico Football Club, volviendo al término de la misma a Andino, donde jugaría dos años más. 
En 2002 retornó a su provincia natal para guiar a Hindú de Resistencia a la Liga B. 
Luego de esa experiencia jugó las siguientes cinco temporadas en la LNB defendiendo los colores de Quilmes de Mar del Plata, nuevamente Gimnasia y Esgrima de Comodoro Rivadavia y Central Entrerriano. 

### Últimos años
Aquejado por una lesión, decidió dejar el baloncesto competitivo en 2007. Sin embargo, poco después de hacer el anuncio, reapareció jugando para Adelante en el Campeonato Argentino de Clubes de Básquetbol, la cuarta categoría nacional. 
Sus últimos años como jugador transcurrieron en Regatas Resistencia, donde consiguió el ascenso al Torneo Federal de Básquetbol en 2010 (sin embargo el club optó por no jugar el certamen debido a sus dificultades económicas). 
En 2011 se anunció el fichaje de Simoni en Sarmiento de Resistencia para jugar en el TFB, sin embargo una afección cardíaca lo obligó a renunciar al equipo durante la pretemporada. 
Al abandonar definitivamente la práctica del baloncesto competitivo, Simoni se convirtió en dirigente de Sarmiento de Resistencia.

## Selección nacional
Simoni fue miembro de los seleccionados juveniles de baloncesto de Argentina, llegando a disputar el Campeonato Mundial de Baloncesto Sub-19 de 1991 (en el cual la Argentina terminó tercera).
Con la selección mayor actuó en el Campeonato Sudamericano de Baloncesto de 1993, el Campeonato FIBA Américas de 1997, los Juegos de la Buena Voluntad de 1997 y la Copa Mundial de Baloncesto de 1998.